# ممثلية قطر في غزة
ممثلية قطر في غزة هي ممثلية دبلوماسية قطرية في دولة فلسطين. افتتحت في عام 2012 في مدينة غزة. يشغل محمد العمادي منصب السفير. قالت السلطة الفلسطينية أنها الممثلية افتتحت دون التنسيق معها، فيما ردت قطر بأن الممثلية لأهداف إعادة إعمار غزة.

## سفراء سابقون
- علي الملا
- عبد الله المطوع (-3 فبراير 2001)
- مبارك محمد النعيمي (3 فبراير 2001-)[2]

- سيار المعاودة، قدم أوراق اعتماده في 11 مارس 2005 إلى الرئيس الفلسطيني محمود عباس.[3]
- محمد العمادي